# بهاآباد سفلی
بهاآباد سفلی یک روستا در ایران است که در بخش مرکزی شهرستان سیرجان واقع شده‌است.